# Pléróma
A pléróma görög eredetű szó (πλήρωμα), amelynek jelentése ’teljesség’. 

### Gnoszticizmus
A gnoszticizmusban a kifejezést a fény világa, az égi szférák jelölésére használták. Ez a mennyei eónok lakóhelye. 
A gnoszticizmusban a megváltás lényege az anyagvilágba zárt fényszikrák kiszabadítása az anyagból és visszajuttatása a plérómába. Hogy ez megtörténhessen, a világban megjelent egy magasabb rendű eón, a Logoszeón, Krisztus, aki a felszabadító tudást, a gnósziszt közölte az emberekkel.

### Biblia
Az Újszövetségben a deutero-páli levelek egyik homályos fogalma (Kol. 1,19; 2,9; Ef. 1,23; 3,19; 4,13) és amely Isten lényének "teljességét" vagy Isten kegyelmét jelöli. 
A fogalmat krisztológiai és kozmikus-ekkléziológiai értelemben is használják (többek közt a hívők közösségének a felemelt Jézus Krisztus teljességévé növekedéséről szóló beszédben. 